# Göteborgs och Bohus läns sparbank

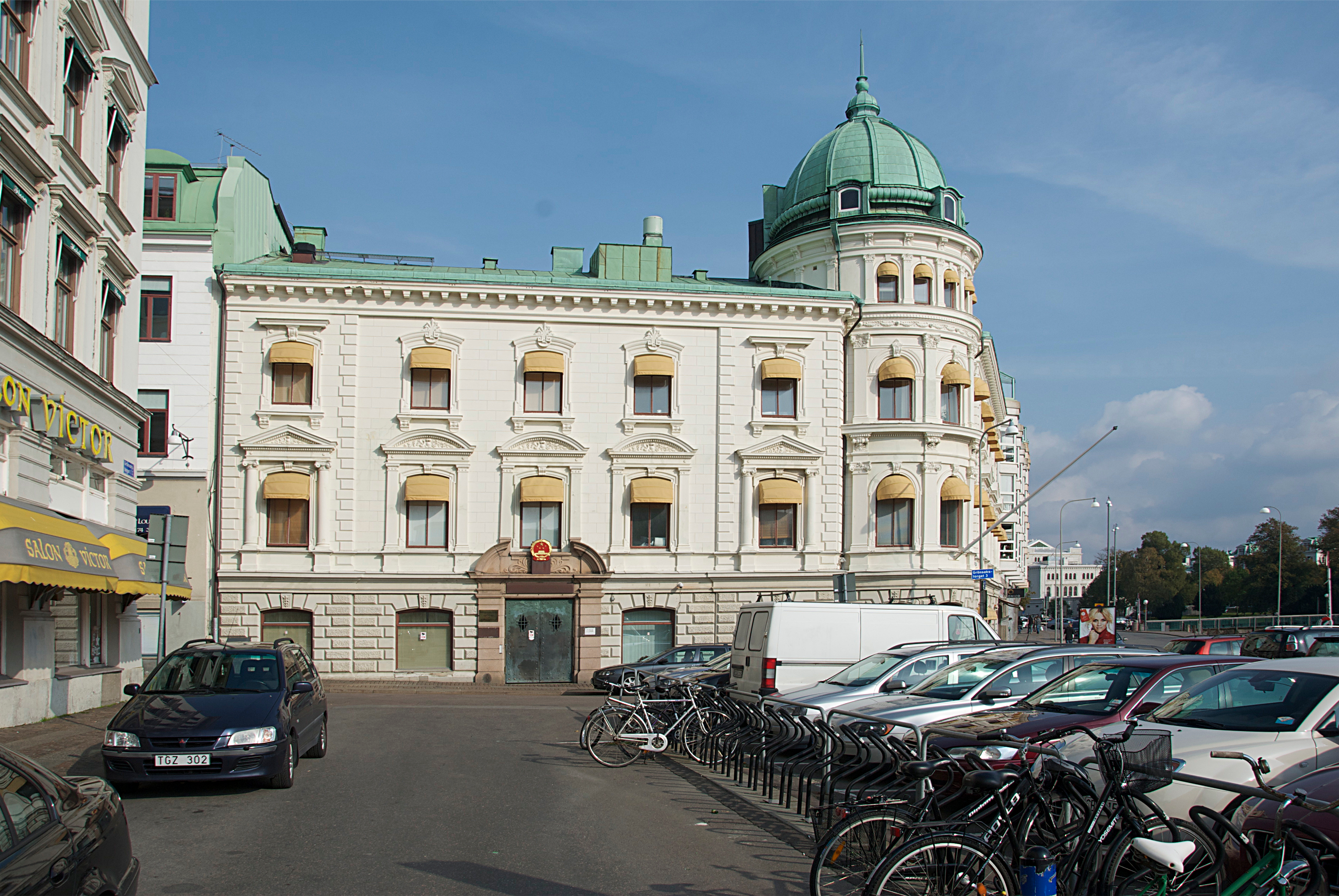
Huset vid Grönsakstorget 3 som från 1892 inrymde sparbanken.

Göteborgs och Bohus läns sparbank grundades i Göteborg år 1864. Till skillnad från Göteborgs Sparbank, som startade redan 1820, hade Göteborgs och Bohus läns sparbank även fokus på landsortsbefolkningen inom det egna länet och därigenom en större geografisk spridning. År 1910 hade exempelvis Göteborgs och Bohus läns sparbank 22 avdelningskontor medan Göteborgs Sparbank fortfarande bara hade tre. I fråga om antalet kunder, depositioner och tillgångar var emellertid Göteborgs Sparbank något större.
Den nya sparbanken organiserades efter samma principer som Stockholms läns sparbank och det första kontoret öppnades den 2 januari 1864 i fastigheten på Östra Hamngatan 27, men flyttade redan 1 april samma år till Kungstorget 2 och 1892 till fastigheten vid Grönsakstorget 3. 
I likhet med de båda sparbankerna i Stockholm fusionerade Göteborgs och Bohus läns sparbank och Göteborgs Sparbank till slut. I Göteborg skedde denna fusion 1968, 11 år innan sparbankerna i Stockholm gick samman. Den fusionerade Länssparbanken i Göteborg gick sedermera samman med Sparbanken Stockholm för att 1982 skapa Första Sparbanken, grunden i det som idag efter ytterligare ett antal fusioner utgör Swedbank.